# Kulturní dům Domovina
Domovina (také Kulturní dům Domovina nebo Lidověvýchovná budova Domovina) je modernistická budova v Praze 7-Holešovicích na nároží ulic Dělnická a Na Maninách. Byla postavena mezi roky 1919 a 1922 pro bytové družstvo železničních zřízenců a dělníků. Budovu vyprojektovali architekti Otto V. Máca a Karel Roštík.
Od 1. ledna 1975 je chráněnou kulturní památkou.
Ve vnitrobloku jsou umístěny 2 sály, jeden z nich mezi roky 1922–1995 fungoval jako kino Domovina. V druhém sálu se ve dnech 18. až 23. února 1929 uskutečnil 5. sjezd Komunistické strany Československa, na kterém byl zvolen předsedou strany Klement Gottwald. Na průčelí je umístěna pamětní deska, která tuto událost připomíná.
Součástí kulturního domu je i nahrávací studio.